# Papilio zagreus
Papilio zagreus is een vlinder uit de familie pages (Papilionidae).

## Kenmerken
De vleugels zijn een mengeling van oranje, geel en zwart. De spanwijdte bedraagt ongeveer 12 cm.

## Verspreiding en leefgebied
Deze vlindersoort komt voor in Colombia, Venezuela, Ecuador, Peru en Bolivia.

## Ondersoorten
- Papilio zagreus zagreus
- Papilio zagreus ascolius C. & R. Felder, 1865 (Ecuador, Colombia, Panama)
- Papilio zagreus bachus C. & R. Felder, 1865
- Papilio zagreus batesi (Racheli & Racheli, 1996)
- Papilio zagreus baueri (Möhn, 2001)
- Papilio zagreus chrysomelus Rothschild & Jordan, 1906
- Papilio zagreus chrysoxanthus Fruhstorfer, 1915
- Papilio zagreus daguanus Rothschild & Jordan, 1906
- Papilio zagreus nigroapicalis (Bollino & Sala, 1998)
- Papilio zagreus rosenbergi Druce, 1903
- Papilio zagreus zalates Godman & Salvin, 1890